# Красиленка
Красиленка — річка в Україні, у Рахівському районі Закарпатської області. Ліва притока Чорної Тиси (басейн Дунаю).

## Опис
Довжина річки приблизно 5 км. Формується з багатьох безіменних струмків.

## Розташування
Бере початок на північному заході від гори Шешул. Тече переважно на північний захід через  Кваси і впадає у річку Чорну Тису, праву притоку Тиси.